# Pávai-Vajna Ferenc
Pávai-Vajna Ferenc (Csongva, 1886. március 6. – Szekszárd, 1964. január 12.) geológus, a magyar hévízkutatás úttörője, a hévizes barlangkeletkezési elmélet megalapozója. A Bolyai család rokona.

## Életpályája
A nagyenyedi kollégiumban tanult, természetrajz tanára Szilády Zoltán volt. Felsőfokú tanulmányait a Budapesti Tudományegyetemen végezte, ahol 1910-ben geológiai doktorátust szerzett. 1911-től a selmecbányai bányászati akadémia ásvány-földtani tanszékén Böckh Hugó tanársegédje volt. 1914-ben az erdélyi, 1915-1918-ban a horvátországi, 1918-tól a dunántúli szénhidrogén-kutatásban vett részt, 1920 végétől a Pénzügyminisztérium bányászati főosztályán geológiai szakértőként dolgozott. 1930-tól 1944-ig a Földtani Intézet főgeológusa volt. 1950–1956 között ugyancsak a Földtani Intézetben tevékenykedett. A tudományos világtól elszakítva, kitelepítésben, igen nehéz körülmények között, egy mázai bányászlakásban élte le utolsó éveit. Hajdúszoboszlón – ahol a gyógyvízforrást fúrta – helyezték végső nyugalomra, a város saját halottjának tekinti, nevét a helyi gyógyvíz viseli.

## Munkássága
Munkássága főként a kőolajföldtan és vízföldtan területére terjedt ki, Papp Simonnal a hazai kőolaj- és földgázkutatás úttörői voltak. Pávai-Vajna Ferencnek köszönhetjük több jelentős gyógy- és hévizünk feltárását (Szeged, Hajdúszoboszló, Nádudvar, Karcag, Debrecen, Szolnok). Ő tűzte ki a Rudas gyógyfürdőnél a nagy mennyiségű gyógyvizet adó fúrások helyét, valamint a tabáni, az alsó Margit-szigeti és a II. városligeti mélyfúrást. 1928-ban ő hívta fel a figyelmet a Görömbölytapolcai-barlang vizének jelentőségére, s harcosan kiállt annak hasznosítása érdekében. Törekvését több mint harminc év után valósították meg.
Fiatalkorában aktív barlangkutató volt. Számos barlangot (különösen Erdély területéről) ő írt le, és térképezett fel először. A hévíz kutatása kapcsán felismerte a mélyből feltörő víz barlangképző hatását, ezzel új barlangkeletkezési elméletet állított fel, és megalapozta a hévizes barlanggenetikát. Idős korában főként a hévizekből nyerhető energia hasznosításával foglalkozott. Javaslatára létesültek az alföldi hévízkutak mellett az első hévizekkel fűtött kertészetek (pl. a Szentes környékén ma is működő paprikatermesztők).

## Emlékezete

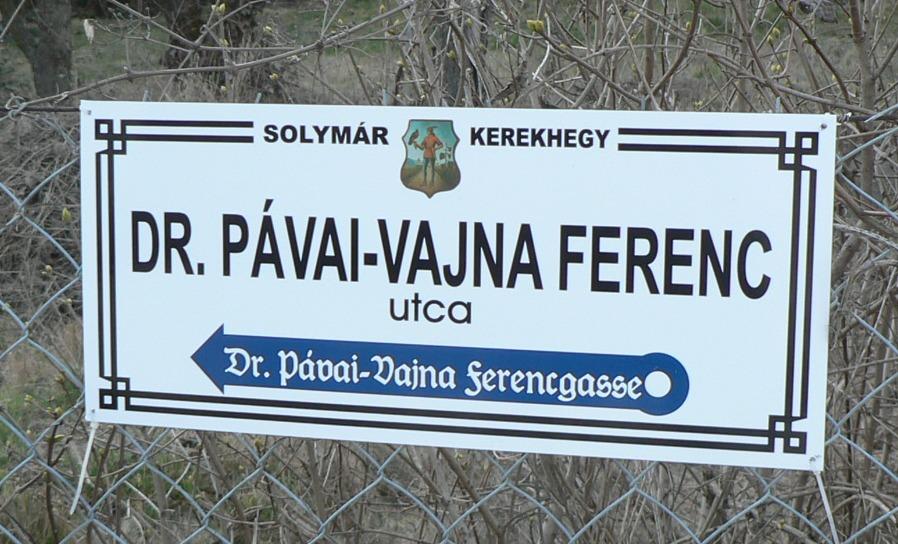
Utcanévtáblája Solymáron

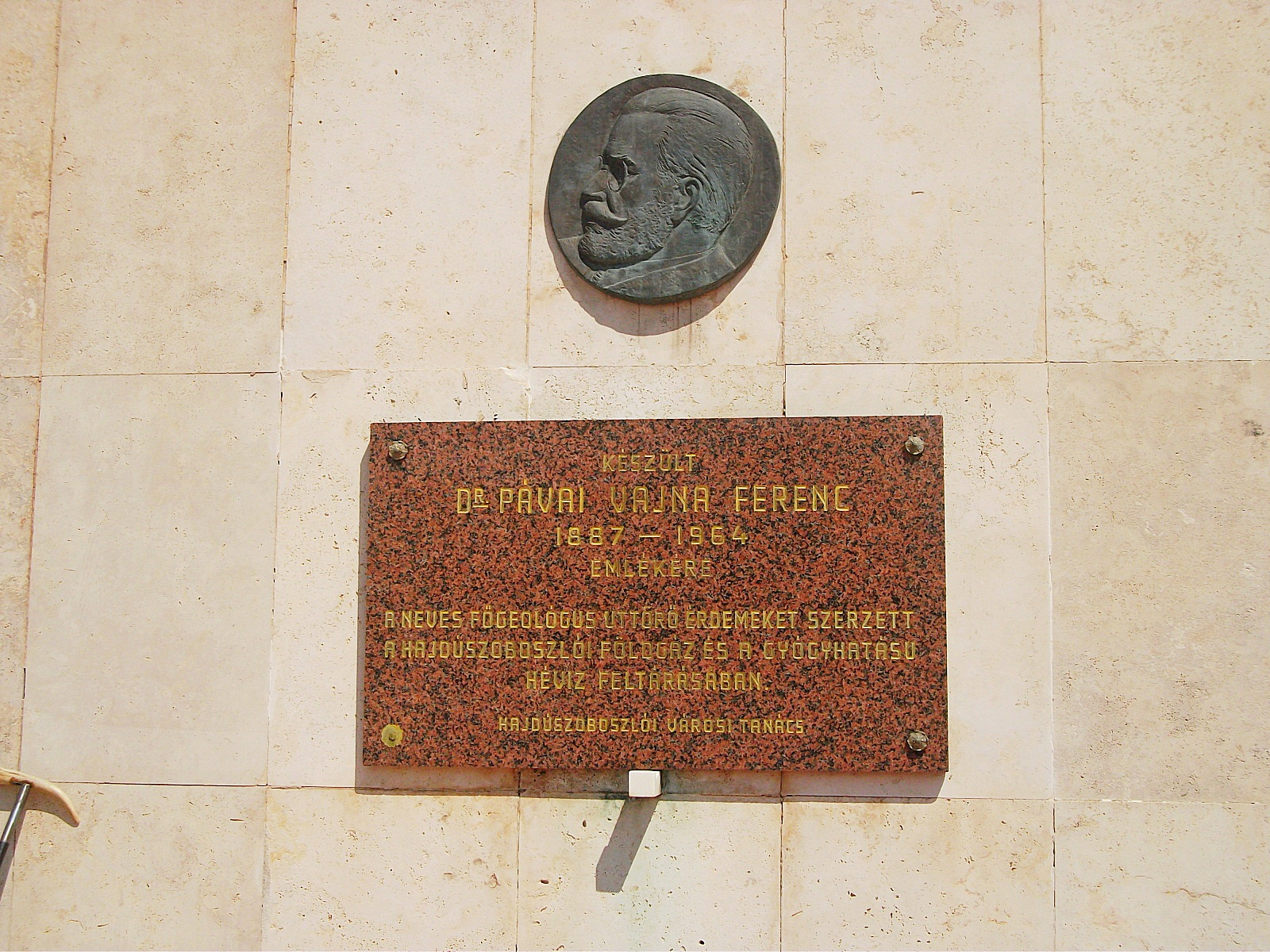
Emléktáblája Hajdúszoboszlón

- Hajdúszoboszlón az egykori hajdú kerületi központ, egy általános iskola (Pávai Vajna Ferenc Általános Iskola) és a Hajdúböszörmény felé vezető út viseli a nevét.
- Hajdúszoboszló Város Díszpolgára lett 1991-ben.
- 2012 szeptemberében utcát neveztek el az emlékére Solymáron.[1]
- Miskolc-Lillafüreden róla nevezték el a Hámori tó mellett futó sétányt.

## Munkái
- Az Erdélyi Medence ÉNy-i peremének tektonikai viszonyai. Földtani Közlöny, 1913
- A Dunántúl földgáz és petróleum kincseiről. Bány. Koh. Lapok, 1919
- Magyarország hévizei. Hidrológiai Közlöny, 1927–1928
- Magyarország hévizei s azok felkeresése és kitermelése. Bány. Koh. Lapok, 1928
- A forró oldatok és gőzök-gázok szerepe a barlangképződésnél. Hidrológiai Közlöny, 1930
- Hőenergiabányászat és lehetőségei. Magyar Mérnök és Építész Egylet Közl., 1932
- Új gyógyforrások Budán. Hidrológiai Közlöny, 1933
- A Tabán új termális gyógyforrásai. Hidrológiai Közlöny, 1937
- A bp.-i melegforrások kérdése. Földtani Értesítő, 1939